# Кумбито
Кумбито (Кумбита) — река в России, протекает по Ленинградской области. Устье реки находится в 10 км от устья Паши по правому берегу. Длина реки — 10 км

## Данные водного реестра
По данным государственного водного реестра России относится к Балтийскому бассейновому округу, водохозяйственный участок реки — Свирь, речной подбассейн реки — Свирь (включая реки бассейна Онежского озера). Относится к речному бассейну реки Нева (включая бассейны рек Онежского и Ладожского озера).
Код объекта в государственном водном реестре — 01040100812102000013840.